# Ломинка (приток Шачи)
Ломинка — река в России, протекает в Судиславском районе Костромской области. Устье реки находится в 101 км по левому берегу реки Шачи. Длина реки составляет 13 км.
Исток Ломинки к северо-западу от села Первушино у деревни Погорелки в 22 км к северо-востоку от Судиславля. Река течёт на северо-восток, протекает деревни Бортниково, Рудино, Путоргино. Впадает в Шачу выше села Гавриловское.

## Данные водного реестра
По данным государственного водного реестра России относится к Верхневолжскому бассейновому округу, водохозяйственный участок реки — Кострома от истока до водомерного поста у деревни Исады, речной подбассейн реки — Волга ниже Рыбинского водохранилища до впадения Оки. Речной бассейн реки — (Верхняя) Волга до Куйбышевского водохранилища (без бассейна Оки).
Код объекта в государственном водном реестре — 08010300112110000012687.